# Kounahiri
Kounahiri est une localité située au centre-ouest de la Côte d'Ivoire dans la région du Béré. La localité de Kounahiri est un chef-lieu de commune, de sous-préfecture et de département.